# Sử ký
Sử ký (tiếng Trung: 史記/史记; bính âm: Shǐjì), hay Thái sử công thư (太史公書, nghĩa: Sách của quan Thái sử) là cuốn sử của Tư Mã Thiên được viết từ năm 109 TCN đến 91 TCN, ghi lại lịch sử Trung Quốc trong hơn 2500 năm từ thời Hoàng Đế thần thoại cho tới thời ông sống. Vì là văn bản lịch sử Trung Quốc có hệ thống đầu tiên, nó ảnh hưởng cực lớn tới việc chép sử và văn chương Trung Quốc sau này. Tư Mã Thiên được so sánh với Herodotus và Sử Ký với cuốn Lịch sử (Historiai) (theo quan điểm người phương Tây).

## Cấu trúc tác phẩm
Sử ký có trên 526.500 chữ Hán (gồm 130 thiên), làm cho nó dài gấp bốn lần cuốn Lịch sử chiến tranh Peloponnese của Thucydides (mặc dù Lịch sử chiến tranh Peloponnese được viết vào ba thế kỷ trước Sử ký) và thậm chí còn dài hơn Cựu Ước .
Tư Mã Thiên hình thành và sáng tác tác phẩm của ông trong các đơn vị độc lập. Bản thảo của ông được viết trên phiếu tre mà sau đó được lắp ráp thành bó nên rất tốn nhiều nguyên vật liệu. Ngay cả sau khi bản thảo được phép lưu hành hoặc được sao chép, tác phẩm sẽ được lưu hành theo kiểu bó phiếu tre hoặc các nhóm nhỏ. Endymion Wilkinson tính toán rằng Sử ký có khoảng 30 phiếu mỗi bó, tổng cộng là 466 bó, nên sẽ có tổng trọng lượng sẽ là 88-132 pound (40–60 kg). Cho đến mãi sau này, khi Sử ký được sao chép vào lụa, tác phẩm sẽ do đó đã rất khó để đọc và vận chuyển. Những bản sao sẽ có được bản văn không đáng tin cậy cho tới khi được in trên giấy .
Tư Mã Thiên xếp các chương của Sử ký thành 5 phần khác nhau: Bản kỷ, Biểu, Thư, Thế gia và Liệt truyện.
Bản kỷ (běnjì 本紀)
"Bản kỷ" bao gồm 12 quyển đầu tiên của Sử ký, và phần lớn là khá tương tự với các ghi nhận từ các truyền thống biên niên sử của triều đình Trung Hoa cổ đại, chẳng hạn như Xuân Thu (春秋). Năm quyển đầu tiên hoặc là mô tả những giai đoạn như Ngũ Đế hoặc là từng triều đại riêng, chẳng hạn như Hạ, Thương và Chu . Bảy quyển còn lại ghi lại tiểu sử của từng vị vua nổi tiếng, khởi đầu từ hoàng đế đầu tiên của nhà Tần cho đến những hoàng đế đầu tiên của nhà Hán . Trong thiên này, Tư Mã Thiên cũng cho vào tiểu sử những người cai trị thực tế của Trung Quốc, chẳng hạn như Hạng Vũ và Lã hậu, cũng như các nhà cai trị chưa bao giờ nắm quyền lực thực sự, chẳng hạn như Sở Nghĩa Đế và Hán Huệ Đế 
Biểu (biǎo 表)
Quyển 13-22 là "Biểu", xây dựng bảng thời gian các sự kiện quan trọng . Chúng cho cho thấy các triều đại, sự kiện quan trọng và bản phả hệ của dòng dõi hoàng gia, mà Tư Mã Thiên nói rằng ông đã viết chúng vì "biên niên sử rất khó để theo dõi khi có quá nhiều dòng phả hệ khác nhau tồn tại cùng một lúc . Mỗi bảng trừ cái cuối cùng bắt đầu với một giới thiệu về giai đoạn mà nó mô tả .
Thư (shū 書)
"Thư" là phần ngắn nhất trong năm thiên của Sử ký, bao gồm tám quyển (23-30) nói về lịch sử phát triển của nghi lễ, âm nhạc, sáo, lịch, thiên văn học, hiến tế, sông ngòi và đường thủy, và quản trị tài chính .
Thế gia (shìjiā 世家)
"Thế gia" là phần dài lớn thứ hai trong năm thiên của Sử ký và bao gồm các quyển 31 đến 60, chiếm 23% tác phẩm. Trong phần này, các quyển trước là rất khác về nội dung so với các quyển sau . Nhiều quyển đầu tiên là biên niên về những nước chư hầu nổi bật nhất của nhà Chu, chẳng hạn như Tần và Lỗ, và có đến hai quyển còn ghi xa đến tận thời nhà Thương . Quyển cuối cùng, miêu tả thời nhà Hán, có tiểu sử .
Liệt truyện (lièzhuàn 列傳)
"Liệt truyện" là phần dài nhất trong năm thiên của Sử ký và bao gồm các quyển 61 đến 130, chiếm đến hơn 54% tác phẩm . 70 thiên "Liệt truyện" chủ yếu chứa hồ sơ tiểu sử của khoảng 130 người Trung Quốc cổ đại nổi bật, từ Bá Di ở cuối cuối thời nhà Thương đến một số nhân vật sống cùng thời với Tư Mã Thiên . Khoảng 40 quyển được dành riêng cho một nhân vật riêng, một số là về hai nhân vật có liên quan đến nhau, còn lại là những nhóm nhỏ các nhân vật chia sẻ những vai trò nhất định, chẳng hạn như sát thủ, quan lại hoặc các học giả Khổng giáo . Không giống như hầu hết các tiểu sử hiện đại, các ghi chép trong "Liệt truyện" dùng giai thoại để miêu tả đạo đức và nhân cách, do đó "mô tả sống động nhiều loại người khác nhau và về thời đại mà họ đang sống . "Liệt truyện" được phổ biến trong suốt lịch sử Trung Quốc, và đã cung cấp một số lượng lớn các khái niệm vẫn được sử dụng bởi người Trung Quốc hiện đại .
| Cấu trúc chi tiết Sử ký của Tư Mã Thiên | Cấu trúc chi tiết Sử ký của Tư Mã Thiên                                | Cấu trúc chi tiết Sử ký của Tư Mã Thiên |
| TT                                      | Tựa đề                                                                 | Ghi chú |
| --------------------------------------- | ---------------------------------------------------------------------- | --- |
| Bản kỷ (本紀)                           |                                                                        | |
| 1.                                      | Ngũ đế bản kỷ (五帝本紀)                                               | Ghi chép về Ngũ đế bắt đầu từ Hoàng Đế |
| 2.                                      | Hạ bản kỷ (夏本紀)                                                     | Ghi chép về nhà Hạ |
| 3.                                      | Ân bản kỷ (殷本紀)                                                     | Ghi chép về nhà Thương (Ân) |
| 4.                                      | Chu bản kỷ (周本紀)                                                    | Ghi chép về nhà Chu |
| 5.                                      | Tần bản kỷ (秦本紀)                                                    | Ghi chép về nước Tần |
| 6.                                      | Tần Thủy Hoàng bản kỷ (秦始皇本紀)                                     | Ghi chép về Tần Thủy Hoàng (221-210 TCN) |
| 7.                                      | Hạng Vũ bản kỷ (項羽本紀)                                              | Ghi chép về Hạng Vũ |
| 8.                                      | Cao Tổ bản kỷ (高祖本紀)                                               | Ghi chép về Hán Cao Tổ Lưu Bang (206-195 TCN) |
| 9.                                      | Lã Thái hậu bản kỷ (呂太后本紀)                                        | Ghi chép về Lã hậu (nắm quyền 195-180 TCN) |
| 10.                                     | Hiếu Văn bản kỷ (孝文本纪)                                             | Ghi chép về Hán Văn đế (179-157 TCN) |
| 11.                                     | Hiếu Cảnh bản kỷ (孝景本纪)                                            | Ghi chép về Hán Cảnh đế (156-141 TCN) |
| 12.                                     | Hiếu Vũ bản kỷ (孝武本纪)                                              | Ghi chép về Hán Vũ đế (140-87 TCN) |
| Biểu (表)                               |                                                                        | |
| 13.                                     | Tam đại thế biểu (三代世表)                                            | Phả hệ của ba thời Hạ, Thương, Chu |
| 14.                                     | Thập nhị chư hầu niên biểu (十二諸侯年表)                              | Biên niên sử của 12 nước chư hầu thời Xuân Thu |
| 15.                                     | Lục quốc niên biểu (六國年表)                                          | Biên niên sử của 6 nước thời Chiến Quốc |
| 16.                                     | Tần Sở chi tế nguyệt biểu (秦楚之際月表)                               | Biên niên sử theo tháng của nước Tần và nước Sở |
| 17.                                     | Hán hưng dĩ lai chư hầu vương niên biểu (漢興以來諸侯王年表)           | Biên niên sử của các vương thời đầu nhà Hán |
| 18.                                     | Cao Tổ công thần hầu giả niên biểu (高祖功臣侯者年表)                  | Biên niên sử về các công hầu thời Hán Cao Tổ (206-195 TCN) |
| 19.                                     | Huệ Cảnh gian hầu giả niên biểu (惠景閒侯者年表)                       | Biên niên sử về các công hầu thời Hán Huệ Đế đến Hán Cảnh Đế (194-141 TCN) |
| 20.                                     | Kiến Nguyên dĩ lai hầu giả niên biểu (建元以來侯者年表)                | Biên niên sử về các công hầu thời Kiến Nguyên của Hán Vũ Đế (140-135 TCN) |
| 21.                                     | Kiến Nguyên dĩ lai vương tử hầu giả niên biểu (建元已来王子侯者年表)   | Biên niên sử về các vương tử và hầu giả thời Kiến Nguyên |
| 22.                                     | Hán hưng dĩ lai tương tương danh thần niên biểu (漢興以來將相名臣年表) | Biên niên sử về các quan khanh thời đầu nhà Hán |
| Thư (書)                                |                                                                        | |
| 23.                                     | Lễ thư (禮书)                                                          | Ghi chép về lễ nghi |
| 24.                                     | Nhạc thư (樂书)                                                        | Ghi chép về âm nhạc |
| 25.                                     | Luật thư (律书)                                                        | Ghi chép về luật pháp |
| 26.                                     | Lịch thư (曆书)                                                        | Ghi chép về lịch |
| 27.                                     | Thiên quan thư (天官书)                                                | Ghi chép về thiên văn học |
| 28.                                     | Phong thiện thư (封禪书)                                               | Ghi chép về lễ tế Trời Đất |
| 29.                                     | Hà cừ thư (河渠书)                                                     | Ghi chép về sông ngòi, kênh đào |
| 30.                                     | Bình chuẩn thư (平準书)                                                | Ghi chép về tham quan |
| Thế gia (世家)                          |                                                                        | |
| 31.                                     | Ngô Thái Bá thế gia (吳太伯世家)                                       | Ghi chép về Ngô Thái Bá và nước Ngô |
| 32.                                     | Tề Thái công thế gia (齊太公世家)                                      | Ghi chép về Tề Thái công (hay Khương Tử Nha) và nước Tề |
| 33.                                     | Lỗ Chu công thế gia (魯周公世家)                                       | Ghi chép về Lỗ Chu công và nước Lỗ |
| 34.                                     | Yên Thiệu công thế gia (燕召公世家)                                    | Ghi chép về Yên Thiệu công nước Yên |
| 35.                                     | Quản Sái thế gia (管蔡世家)                                            | Ghi chép về Quản Thúc Tiên, nước Sái và nước Tào |
| 36.                                     | Trần Kỷ thế gia (陳杞世家)                                             | Ghi chép về nước Trần và nước Kỷ |
| 37.                                     | Vệ Khang Thúc thế gia (衛康叔世家)                                     | Ghi chép về Vệ Khang Thúc và nước Vệ |
| 38.                                     | Tống Vi Tử thế gia (宋微子世家)                                        | Ghi chép về Tống Vi Tử và nước Tống |
| 39.                                     | Tấn thế gia (晉世家)                                                   | Ghi chép về nước Tấn |
| 40.                                     | Sở thế gia (楚世家)                                                    | Ghi chép về nước Sở |
| 41.                                     | Việt vương Câu Tiễn thế gia (越王句踐世家)                             | Ghi chép về Câu Tiễn vua nước Việt |
| 42.                                     | Trịnh thế gia (鄭世家)                                                 | Ghi chép về nước Trịnh |
| 43.                                     | Triệu thế gia (趙世家)                                                 | Ghi chép về nước Triệu |
| 44.                                     | Ngụy thế gia (魏世家)                                                  | Ghi chép về nước Ngụy |
| 45.                                     | Hàn thế gia (韓世家)                                                   | Ghi chép về nước Hàn |
| 46.                                     | Điền Kính Trọng Hoàn thế gia (田敬仲完世家)                            | Ghi chép về nước Tề của họ Điền (Điền Tề) |
| 47.                                     | Khổng Tử thế gia (孔子世家)                                            | Ghi chép về Khổng Tử |
| 48.                                     | Trần Thiệp thế gia (陳涉世家)                                          | Ghi chép về Trần Thắng |
| 49.                                     | Ngoại thích thế gia (外戚世家)                                         | Ghi chép về họ ngoại của vua nhà Hán gồm Lã hậu, Bạc Cơ (mẹ Hán Văn Đế), Đậu Y (vợ Hán Văn đế), Bạc hoàng hậu (vợ Hán Cảnh Đế), Vương Chí (vợ Cảnh đế, mẹ Hán Vũ Đế), Trần Kiều (vợ Vũ đế), Vệ Tử Phu (vợ Vũ đế) |
| 50.                                     | Sở Nguyên vương thế gia (楚元王世家)                                   | Ghi chép về Sở Nguyên vương và Triệu U vương |
| 51.                                     | Kinh Yên thế gia (荊燕世家)                                            | Ghi chép về Kinh vương Lưu Giả, Yên vương Lưu Trạch |
| 52.                                     | Tề Điệu Huệ vương thế gia (齊悼惠王世家)                               | Ghi chép về Tề Điệu Huệ vương Lưu Phì |
| 53.                                     | Tiêu tướng quốc thế gia (蕭相國世家)                                   | Ghi chép về Tiêu Hà |
| 54.                                     | Tào tướng quốc thế gia (曹相國世家)                                    | Ghi chép về Tào Tham |
| 55.                                     | Lưu hầu thế gia (留侯世家)                                             | Ghi chép về Lưu hầu Trương Lương |
| 56.                                     | Trần thừa tướng thế gia (陳丞相世家)                                   | Ghi chép về Trần Bình, Vương Lăng, Thẩm Tự Cơ |
| 57.                                     | Giáng hầu Chu Bột thế gia (絳侯周勃世家)                               | Ghi chép về Giáng hầu Chu Bột |
| 58.                                     | Lương Hiếu vương thế gia (梁孝王世家)                                  | Ghi chép về Lương Hiếu vương Lưu Vũ và con cháu |
| 59.                                     | Ngũ tông thế gia (五宗世家)                                            | Ghi chép về 13 vị vương con trai của Hán Cảnh Đế |
| 60.                                     | Tam vương thế gia (三王世家)                                           | Ghi chép về 3 vị vương con trai của Hán Vũ Đế |
| Liệt truyện (列傳)                      |                                                                        | |
| 61.                                     | Bá Di Thúc Tề liệt truyện (伯夷叔齊列传)                               | Ghi chép về Bá Di và Thúc Tề |
| 62.                                     | Quản Án liệt truyện (管晏列傳)                                         | Ghi chép về Quản Trọng và Án Anh |
| 63.                                     | Lão Tử Hàn Phi liệt truyện (老子韓非列傳)                              | Ghi chép về Lão Tử, Trang Tử, Thân Bất Hại và Hàn Phi |
| 64.                                     | Tư Mã Nhương Thư liệt truyện (司馬穰苴列傳)                            | Ghi chép về Tư Mã Nhương Thư |
| 65.                                     | Tôn Tử Ngô Khởi liệt truyện (孫子吳起列傳)                             | Ghi chép về Tôn Vũ, Tôn Tẫn và Ngô Khởi |
| 66.                                     | Ngũ Tử Tư liệt truyện (伍子胥列傳)                                     | Ghi chép về Ngũ Tử Tư và Bạch Công Thắng |
| 67.                                     | Trọng Ni đệ tử liệt truyện (仲尼弟子列傳)                              | Ghi chép về các học trò của Khổng Tử |
| 68.                                     | Thương quân liệt truyện (商君列傳)                                     | Ghi chép về Thương Ưởng |
| 69.                                     | Tô Tần liệt truyện (蘇秦列傳)                                          | Ghi chép về Tô Tần, Tô Đại và Tô Lệ |
| 70.                                     | Trương Nghi liệt truyện (張儀列傳)                                     | Ghi chép về Trương Nghi, Trần Chẩn và Tê Thủ |
| 71.                                     | Sư Lý Tử Cam Mậu liệt truyện (樗里子甘茂列傳)                          | Ghi chép về Sư Lý Tử, Cam Mậu và Cam La |
| 72.                                     | Nhương hầu liệt truyện (穰侯列傳)                                      | Ghi chép về Nhương hầu Ngụy Nhiễm |
| 73.                                     | Bạch Khởi Vương Tiễn liệt truyện (白起王翦列傳)                        | Ghi chép về Bạch Khởi và Vương Tiễn |
| 74.                                     | Mạnh Tử Tuân Khanh liệt truyện (孟子荀卿列傳)                          | Ghi chép về Mạnh Tử, Sô Kỵ, Sô Diễn, Thuần Vu Khôn, Thận Đáo, Sô Thích, Hoàn Uyên, Tiếp Tử, Điền Biền, Tuân Tử và Mặc Địch                                                                                       |
| 75.                                     | Mạnh Thường quân liệt truyện (孟嘗君列傳)                              | Ghi chép về Mạnh Thường quân Điền Văn và Phùng Hoan |
| 76.                                     | Bình Nguyên quân Ngu Khanh liệt truyện (平原君虞卿列傳)                | Ghi chép về Bình Nguyên quân Triệu Thắng và Ngu Khanh |
| 77.                                     | Ngụy công tử liệt truyện (魏公子列傳)                                  | Ghi chép về Tín Lăng quân Ngụy Vô Kỵ |
| 78.                                     | Xuân Thân quân liệt truyện (春申君列傳)                                | Ghi chép về Xuân Thân quân Hoàng Hiết |
| 79.                                     | Phạm Thư Thái Trạch liệt truyện (范睢蔡澤列傳)                         | Ghi chép về Phạm Thư và Thái Trạch |
| 80.                                     | Nhạc Nghị liệt truyện (樂毅列傳)                                       | Ghi chép về Nhạc Nghị, Nhạc Gian và Nhạc Thừa |
| 81.                                     | Liêm Pha Lạn Tương Như liệt truyện (廉頗藺相如列傳)                    | Ghi chép về Liêm Pha, Lạn Tương Như và Lý Mục |
| 82.                                     | Điền Đan liệt truyện (田單列傳)                                        | Ghi chép về Điền Đan |
| 83.                                     | Lỗ Trọng Liên Trâu Dương liệt truyện (魯仲連鄒陽列傳)                  | Ghi chép về Lỗ Trọng Liên và Trâu Dương |
| 84.                                     | Khuất Nguyên Giả Sinh liệt truyện (屈原賈生列傳)                       | Ghi chép về Khuất Nguyên và Giả Nghị |
| 85.                                     | Lã Bất Vi liệt truyện (呂不韋生列傳)                                   | Ghi chép về Lã Bất Vi |
| 86.                                     | Thích khách liệt truyện (刺客列傳)                                     | Ghi chép về các thích khách Tào Mạt, Chuyên Chư, Dự Nhượng, Nhiếp Chính và Kinh Kha |
| 87.                                     | Lý Tư liệt truyện (李斯列傳)                                           | Ghi chép về Lý Tư |
| 88.                                     | Mông Điềm liệt truyện (蒙恬列傳)                                       | Ghi chép về Mông Điềm |
| 89.                                     | Trương Nhĩ Trần Dư liệt truyện (張耳陳餘列傳)                          | Ghi chép về Triệu vương Trương Nhĩ và Trần Dư |
| 90.                                     | Ngụy Báo Bành Việt liệt truyện (魏豹彭越列傳)                          | Ghi chép về Ngụy Báo và Lương vương Bành Việt |
| 91.                                     | Kình Bố liệt truyện (黥布列傳)                                         | Ghi chép về Hoài Nam vương Anh Bố |
| 92.                                     | Hoài Âm hầu liệt truyện (淮陰侯列傳)                                   | Ghi chép về Hoài Âm hầu Hàn Tín |
| 93.                                     | Hàn Tín Lư Quán liệt truyện (韓信盧綰列傳)                             | Ghi chép về Hàn vương Tín, Yên vương Lư Quán và Dương Hạ hầu Trần Hy |
| 94.                                     | Điền Đam liệt truyện (田儋列傳)                                        | Ghi chép về Điền Đam, Điền Vinh và Điền Hoành |
| 95.                                     | Phàn Lịch Đằng Quán liệt truyện (樊酈滕灌列傳)                         | Ghi chép về Vũ Dương hầu Phàn Khoái, Khúc Chu hầu Lịch Thương, Nhữ Âm hầu Đằng công Hạ Hầu Anh và Dĩnh Âm Hầu Quán Anh                                                                                           |
| 96.                                     | Trương thừa tướng liệt truyện (張丞相列傳)                             | Ghi chép về Bắc Bình hầu Trương Thương, Phàn Âm hầu Chu Xương, Quảng A hầu Nhâm Ngao và Cố An hầu Thân Đồ Gia |
| 97.                                     | Lịch Sinh Lục Giả liệt truyện (酈生陸賈列傳)                           | Ghi chép về Lịch Tự Cơ, Lục Giả và Bình Nguyên quân Chu Kiến |
| 98.                                     | Phó Cận Khoái Thành liệt truyện (傅靳蒯成列傳)                         | Ghi chép về Dương Lăng hầu Phó Khoan, Tín Vũ hầu Cận Hấp và Khoái Thành hầu Chu Tiết |
| 99.                                     | Lưu Kính Thúc Tôn Thông liệt truyện (劉敬叔孫通列傳)                   | Ghi chép về Kiến Tín hầu Lưu Kính và Tắc Tự quân Thúc Tôn Thông |
| 100.                                    | Quý Bố Loan Bố liệt truyện (季布欒布列傳)                              | Ghi chép về Quý Bố, Tào Khâu Sinh, Quý Tâm, Đinh Công và Loan Bố |
| 101.                                    | Viên Áng Tiều Thố liệt truyện (袁盎晁錯列傳)                           | Ghi chép về Viên Áng, Tiều Thố và Đặng Công |
| 102.                                    | Trương Thích Chi Phùng Đường liệt truyện (張釋之馮唐列傳)              | Ghi chép về Trương Thích Chi và Phùng Đường |
| 103.                                    | Vạn Thạch Trương Thúc liệt truyện (萬石張叔列傳)                       | Ghi chép về Vạn Thạch quân Thạch Phấn, Mục Khâu hầu Thạch Khánh, Kiến Lăng hầu Vệ Oản, Tắc hầu Trực Bất Nghi, Chu Nhân và Trương Thúc                                                                            |
| 104.                                    | Điền Thúc liệt truyện (田叔列傳)                                       | Ghi chép về Điền Thúc và Điền Nhân |
| 105.                                    | Biển Thước Thương công liệt truyện (扁鵲倉公列傳)                      | Ghi chép về Biển Thước và Thương công Thuần Vu Ý |
| 106.                                    | Ngô vương Tỵ liệt truyện (吳王濞列傳)                                  | Ghi chép về Ngô vương Tỵ |
| 107.                                    | Ngụy Kỳ Vũ An hầu liệt truyện (魏其武安侯列)                           | Ghi chép về Ngụy Kỳ hầu Đậu Anh, Vũ An Hầu Điền Phiên và Quán Phu |
| 108.                                    | Hàn Trường Nhụ liệt truyện (韓長孺列傳)                                | Ghi chép về Hàn An Quốc |
| 109.                                    | Lý tướng quân liệt truyện (李將軍列傳)                                 | Ghi chép về Lý Quảng |
| 110.                                    | Hung Nô liệt truyện (匈奴列傳)                                         | Ghi chép về người Hung nô |
| 111.                                    | Vệ tướng quân phiếu kỵ liệt truyện (衛將軍驃騎列傳)                    | Ghi chép về Vệ Thanh và Hoắc Khứ Bệnh |
| 112.                                    | Bình Tân hầu Chủ phụ liệt truyện (平津侯主父列傳)                      | Ghi chép về Bình Tân hầu Công Tôn Hoằng và Chủ phụ Yển |
| 113.                                    | Nam Việt liệt truyện (南越列傳)                                        | Ghi chép về xứ Nam Việt |
| 114.                                    | Đông Việt liệt truyện (東越列傳)                                       | Ghi chép về xứ Đông Việt |
| 115.                                    | Triều Tiên liệt truyện (朝鮮列傳)                                      | Ghi chép về xứ Triều Tiên |
| 116.                                    | Tây Nam Di liệt truyện (西南夷列傳)                                    | Ghi chép về người Di ở Tây Nam |
| 117.                                    | Tư Mã Tương Như liệt truyện (司馬相如列傳)                             | Ghi chép về Tư Mã Tương Như |
| 118.                                    | Hoài Nam Hành sơn liệt truyện (淮南衡山列傳)                           | Ghi chép về Hoài Nam Lệ vương Lưu Trường, Hoài Nam vương Lưu An và Hành sơn vương Lưu Tứ |
| 119.                                    | Tuần lại liệt truyện (循吏列傳)                                        | Ghi chép về các quan lại liêm khiết Tôn Thúc Ngao, Tử Sản, Công Nghi Hưu, Thạch Xa và Lý Ly |
| 120.                                    | Cấp Trịnh liệt truyện (汲鄭列傳)                                       | Ghi chép về Cấp Ảm và Trịnh Đương Thì |
| 121.                                    | Nho lâm liệt truyện (儒林列傳)                                         | Ghi chép về các nhà nho Thân Công, Viên Cố Sinh, Hàn Anh (thi); Phục Thắng (thư); Cao Đường Sinh, Từ Sinh (lễ); Dương Hà (dịch); Đổng Trọng Thư, Hồ Vô Sinh, Giang Sinh (Xuân Thu)                               |
| 122.                                    | Khốc lại liệt truyện (酷吏列傳)                                        | Ghi chép về các quan lại tàn bạo |
| 123.                                    | Đại uyển liệt truyện (大宛列傳)                                        | Ghi chép về người Đại Uyển và các tộc người thiểu số khác |
| 124.                                    | Du hiệp liệt truyện (游俠列傳)                                         | Ghi chép về các tay du hiệp Lỗ Chu Gia và Quách Giải |
| 125.                                    | Nịnh hạnh liệt truyện (佞幸列傳)                                       | Ghi chép về các nịnh thần |
| 126.                                    | Hoạt kê liệt truyện (滑稽列傳)                                         | Ghi chép về những truyện hài hước của Thuần Vu Khôn, Ưu Mạnh, Ưu Chiên, Quách Xá Nhân, Đông Phương Sóc, Đông Quách tiên sinh, Vương tiên sinh và Tây Môn Báo                                                     |
| 127.                                    | Nhật giả liệt truyện (日者列傳)                                        | Ghi chép về thầy tiên tri Tư Mã Quý Chủ |
| 128.                                    | Quy sách liệt truyện (龜策列傳)                                        | Ghi chép về bói toán |
| 129.                                    | Hóa thực liệt truyện (貨殖列傳)                                        | Ghi chép về nông nghiệp và hàng hóa |
| 130.                                    | Thái sử công tự tự (太史公自序)                                        | Lời đề tựa của Thái sử công |

## Một số khái niệm chủ yếu
1. "Nhất tự thiên kim" (Một chữ ngàn vàng) - Sử Ký, liệt truyện Lã Bất Vi (呂不韋列傳): Lúc Lã Bất Vi viết xong tác phẩm Lã thị xuân thu, ông để một ngàn nén vàng ở cửa thành Hàm Dương, và nói rằng: Hữu năng tăng tổn nhất tự giả dữ thiên kim (有能增損一字者予千金), nghĩa là nếu ai thêm bớt được một chữ trong tác phẩm ấy, thì ông sẽ thưởng cho ngàn nén vàng.
2. "Tứ hải thiên hạ" (Bốn biển dưới trời) - Sử Ký, bản kỷ Tần Thủy Hoàng (秦始皇本紀) có viết: Dĩ dưỡng tứ hải thiên hạ chi sĩ phỉ nhiên hương phong (以養四海、天下之士斐然鄉風) nghĩa là "để dạy phong-tục văn vẻ cho học trò trong cả nước".
3. "Danh thật nhất thể" (Tên và thật, cùng một bậc) - Trong Sử Ký, liệt truyện Trương Nghi (張儀列傳) viết: Thị ngã nhất cử nhi danh thật phụ dã (是我一舉而名實附也), nghĩa là "thế là ta làm một việc mà danh và thật tương hợp".
4. "Tửu trì nhục lâm" (Ao rượu, rừng thịt): Chương Ân Bản Kỷ (殷本紀) của Sử Ký viết về Trụ Vương, nổi tiếng là một ông vua dâm đãng, thường thết nhiều tiệc lớn, làm đầy ao với rượu và treo thịt trên cây trong rừng (以酒為池、縣肉為林).

## Đặc điểm

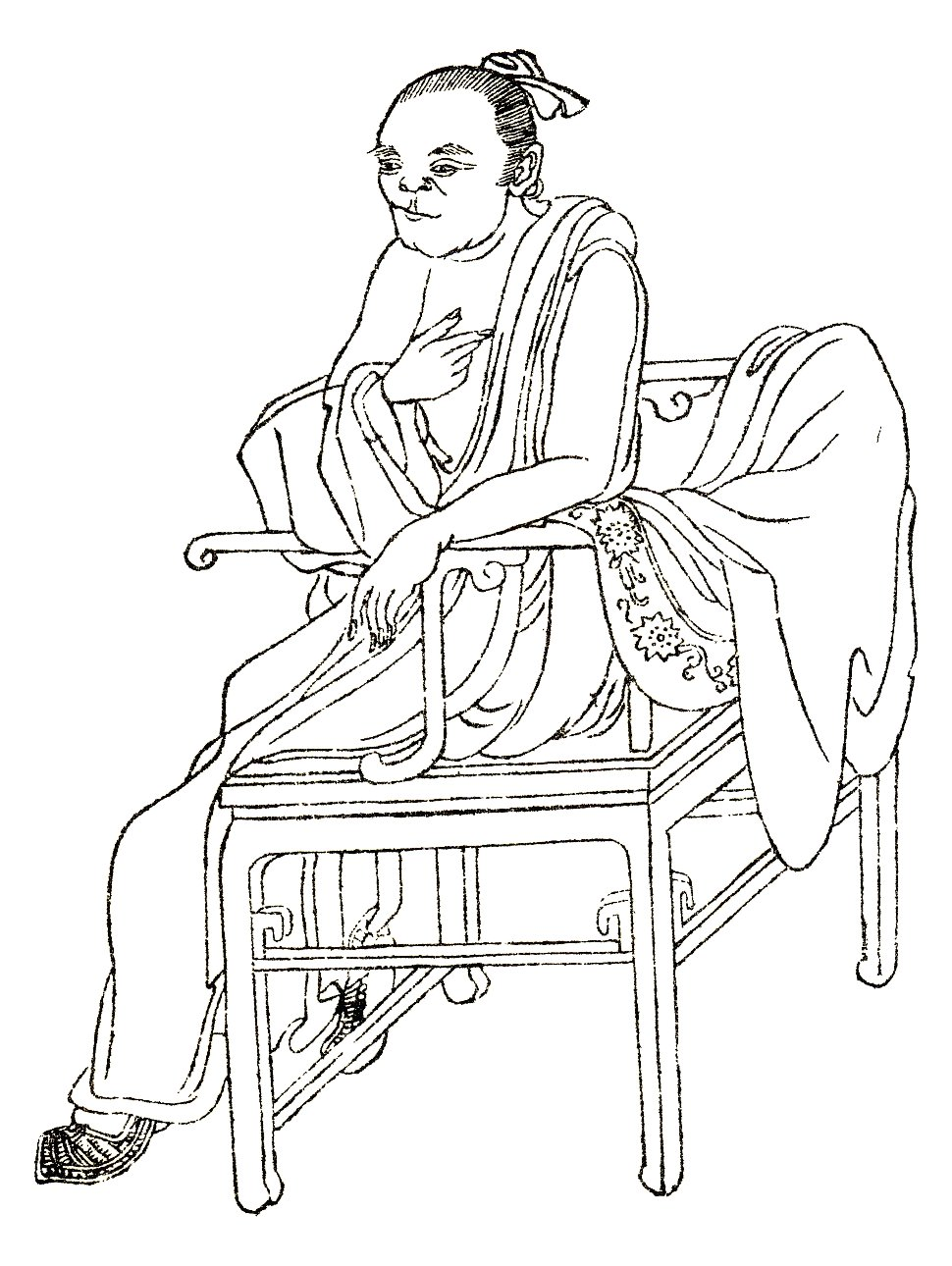
Tư Mã Thiên

Không giống các văn bản lịch sử chính thức thời gian sau này, vốn chấp nhận học thuyết Khổng giáo, tuyên bố quyền lực thần thánh của các vị Hoàng đế và loại trừ ra ngoài vòng pháp luật mọi âm mưu chiếm ngôi báu, phong cách viết sử tự do và có chủ đích của Tư Mã Thiên đã được nhiều nhà thơ và tiểu thuyết sau này học tập. Đa số các thiên Liệt truyện đều là những đoạn văn miêu tả sống động các nhân vật và sự kiện, vì Tư Mã Thiên đã sử dụng một cách chính xác các câu chuyện lịch sử trong quá khứ làm nguồn thông tin của mình, và có điều chỉnh lại cho đúng với thực tế. Ví dụ, ông viết truyện Kinh Kha ám sát Tần Thủy Hoàng trong thiên "Thích khách liệt truyện" dựa trên lời kể của ông cố của một người bạn của cha ông, vốn là một vị quan cấp thấp trong triều nhà Tần và vụ ám sát xảy ra khi vị quan đó đang có mặt tại đó.
Có thể thấy rằng Tư Mã Thiên làm nổi bật mặt tích cực của những người cầm quyền trong Bản kỷ, nhưng lại đưa mặt tiêu cực vào các quyển khác, và như vậy tác phẩm của ông cần phải được đọc toàn bộ để có được đầy đủ thông tin. Ví dụ, thông tin về việc Lưu Bang (sau này là Hán Cao Tổ), trong một nỗ lực tuyệt vọng để thoát khỏi sự truy đuổi của Hạng Vũ, đã đẩy con ông ra xe ngựa để làm xe nhẹ đi, đã không được chép lại trong tiểu sử của hoàng đế, nhưng lại được chép trong tiểu sử của Hạng Vũ. Ông cũng rất thận trọng trong việc cân bằng mặt tích cực với tiêu cực, ví dụ như tiểu sử của Lã hậu, vốn ghi chép về sự tàn ác của bà, ông đã chỉ ra ở cuối tiểu sử rằng, mặc cho cuộc sống cá nhân của bà có ra sao đi chăng nữa, Lã hậu vẫn mang lại hoà bình và thịnh vượng cho đất nước .
Bên cạnh tính xác thực của sự kiện, nói như lời Tư Mã Thiên, "tôi chỉ thuật lại chuyện xưa, sắp đặt lại các chuyện trong đời chứ có sáng tác đâu" (thiên Tam đại thế biểu), song tác giả không chỉ thuật lại chuyện xưa một cách lạnh lùng. Ảnh hưởng bút pháp của Xuân Thu, nhưng tính khuynh hướng của Sử ký thể hiện sự khác biệt nhất định. Nếu Xuân Thu xuất phát từ lập trường bảo thủ của quý tộc thì Sử ký lại xuất phát từ lập trường tiến bộ, có những nét phù hợp với tư tưởng và tình cảm của nhân dân đương thời.
Sử ký lên án sự tàn bạo của tầng lớp thống trị (Tần Thủy Hoàng, Lưu Bang và Vũ Đế), ca ngợi những nhà thơ yêu nước như Khuất Nguyên, đề cao các dũng sĩ khởi xướng khởi nghĩa nông dân đầu tiên trong lịch sử Trung Quốc như Trần Thiệp. Tư Mã Thiên viết sử có dụng ý nhằm "xét qua việc làm, tóm tắt trước sau, xét việc hưng vong thành bại", "thấu hiểu sự biến đổi từ xưa đến nay", để "ký thác", để "hả điều căm giận" (trong thiên Báo Nhậm An thư). Điều đó phản ánh sự quan tâm của tác giả đến sự kiện không chỉ nằm ở bản thân sự kiện mà là cả tiến trình của chúng..

## Nguồn tư liệu

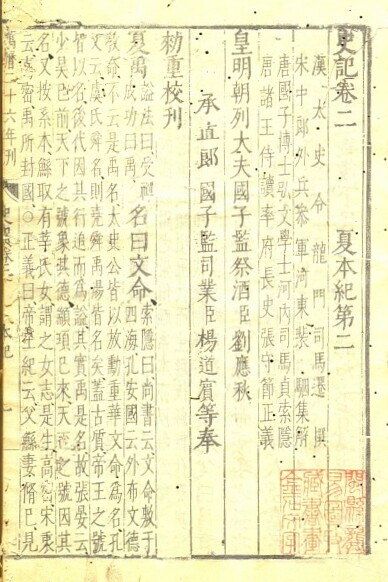
Một bản in cổ năm 1598 của Sử ký